# Експресіонізм (музика)

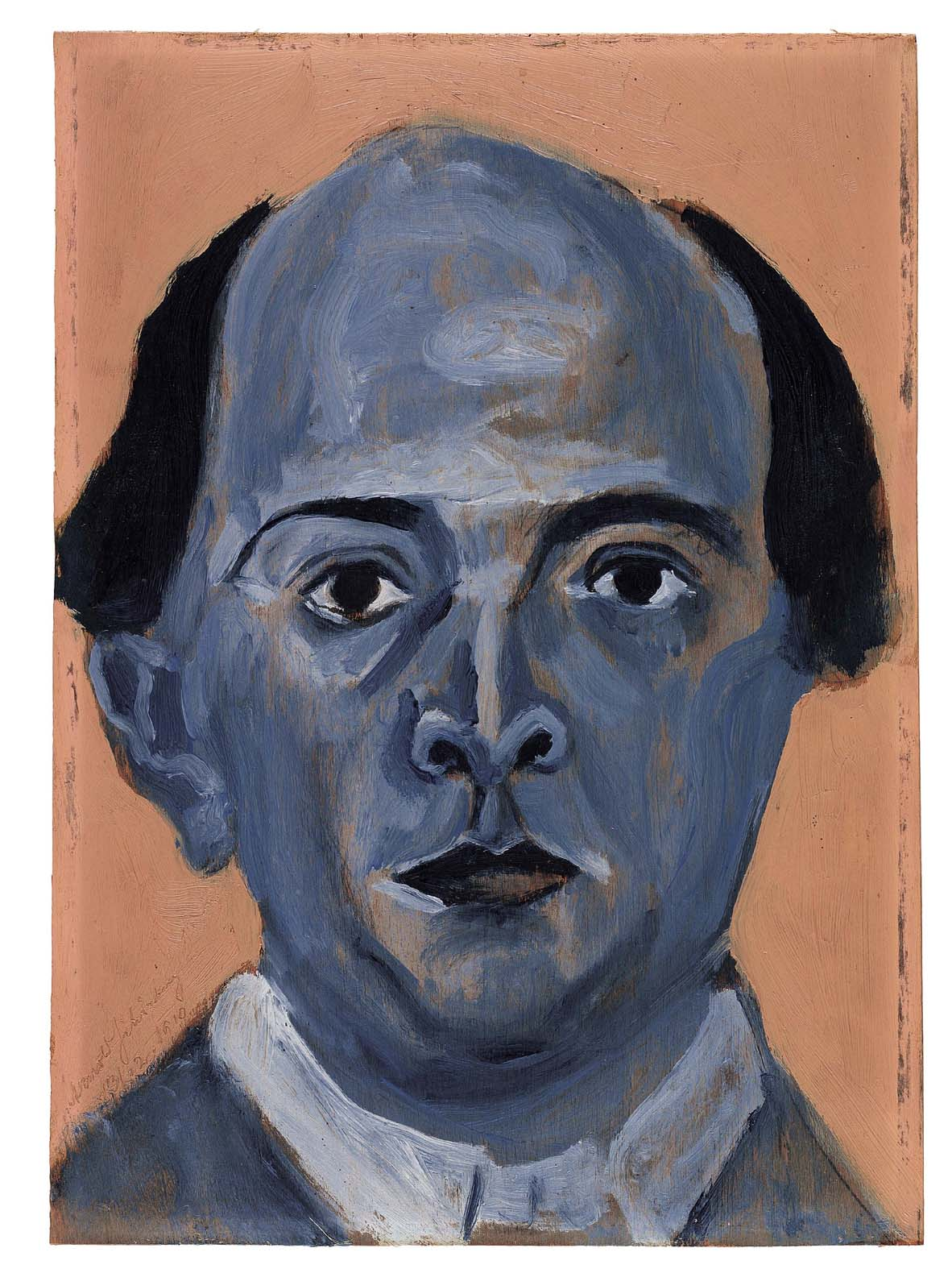
Арнольд Шенберг. Синій автопортрет (1910)

Експресіонізм у музиці розвивався на початку XX століття в руслі трагічного світосприйняття у переддень Першої світової війни, воєнні та повоєнні роки. З усіх напрямків нового мистецтва XX століття експресіонізм найгостріше виразив конфлікт людини з реальністю. В одних випадках він вів до загостреного вираження трагічного, в інших — до художньої утопії, що здавалася порятунком духовних цінностей. Цей конфлікт вів до радикальності художніх рішень, до вибуху традицій.
Витоками музичного експресіонізму вважаються опера Ріхарда Вагнера «Тристан та Ізольда», пізні симфонії Густава Малера і деякі твори Ріхарда Штрауса. Великий вплив на світоглядну основу експресіонізму справили філософські концепції А. Шопенгауера, Е. Маха, Е. Гуссерля, 3. Фрейда. Розвиток експресіонізму в музиці йшов паралельно з розбудовою естетичних основ цього напрямку в живописі й літературі (див. експресіонізм). Головними центрами мистецтва експресіонізму були Відень, Мюнхен, Дрезден, Берлін.
Найяскравіше втілення напрямок отримав у композиторів нововіденської школи: її засновника — Арнольда Шенберґа та його учнів — Альбана Берга й Антона Веберна. У 1910-ті роки були створені найвідоміші взірці експресіонізму — монодрами «Очікування», «Щаслива рука», П'ять п'єс для оркестру і вокальний цикл «Місячний П'єро» Шенберґа, а також «Симфонія» ор. 21 Веберна. Альбан Берг створив єдиний у своєму роді експресіоністський твір, відзначений духом соціального критицизму, — оперу «Воццек», яку іноді вважають найвищим досягненням музичного експресіонізму. Експресіонізм відбився у творах раннього Бартока (опера «Замок герцога Синя Борода», балет «Зачарований мандарин»), Е  Кшенека, О. Скрябіна (останнього періоду творчості), Ч. Айвза. Рисами експресіонізму позначені численні твори Б. Бартока («Чудесний мандарин»), Ф. Бузоні («Турандот»), П. Гіндеміта («Вбивця — надія жінок», «Свята Сусанна»), С. Прокоф'єва («Вогненний ангел»), Б. Лятошинського (II–IV симфонії, «Золотий обруч», III струнний квартет, «Відображення», Соната для скрипки) тощо.
У руслі експресіонізму виникла ідея духовності мистецтва, вища чистота якого вимагає повного звільнення від світу чуттєво-конкретного. У музиці хотіли бачити ідеальний приклад художньої абстракції, гри «чистих форм», які говорять про духовний, не опускається до реального. Шлях музики до духовності був зрозумілий як процес витиснення всіх засобів ліричної виразності. Центральним моментом реформи Шенберґа стала відмова від тональної системи (атональність) і винайдення додекафонії.

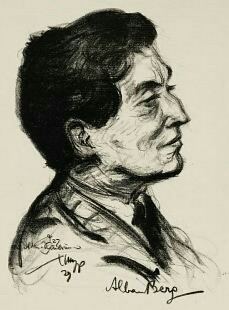
Альбан Берг. Портрет роботи Е. Штумппа

Найповніше ідеал духовності без почуттів втілився у музиці А. Веберна, а принцип уникнення тональності і техніка додекафонії — найпослідовніше. Водночас у 1920-ті роки Шенберґ і Берг трактують гостродисонантну сферу вже як засіб утілення нелюдських сил, що загрожують миру (опери «Лулу» Берга й «Мойсей і Аарон» Шенберґа), а в роки другої світової війни ряд експерсіоністичних творів мали антифашистську спрямованість («Вцілілий з Варшави»). Звільнення від чуттєво-конкретного і разом із тим невгамовна емоційність стають рушієм внутрішньої суперечливості, внаслідок у пізніших творах Берга й Шенберґа спостерігається відхід від принципів уникнення тональності, використання додекафонічної техніки стає більш вільним.
Впливи експресіонізму простежуються і в творчості молодих С. Прокоф'єва та Д. Шостаковича, а також і ряду сучасних композиторів (напр. опера «Чорна маска» К. Пендерецького). Музика експерсіонізму та естетично-світоглядні позиції напряму мали певний вплив на творчість українських композиторів покоління 1960-х, зокрема Л. Грабовського («Симфонічні фрески»), В. Сильвестрова, В. Годзяцького та ін.